# Dawan Xiang
Dawan Xiang (kinesiska: 大湾乡, 大湾) är en socken i Kina. Den ligger i den autonoma regionen Xinjiang, i den nordvästra delen av landet, nära eller i regionhuvudstaden Ürümqi.
Genomsnittlig årsnederbörd är 314 millimeter. Den regnigaste månaden är april, med i genomsnitt 46 mm nederbörd, och den torraste är januari, med 10 mm nederbörd.